# Łagiewniki (powiat kościański)
Łagiewniki – wieś w Polsce położona w województwie wielkopolskim, w powiecie kościańskim, w gminie Kościan.
Nazwa wsi najprawdopodobniej pochodzi od nazwy zawodu. Łagiewnik to ktoś, kto używał łagwi, czyli naczynia zrobionego z drewna, skóry lub miedzi. Najprawdopodobniej osoby trudniące się tym zawodem nie wytwarzały samych naczyń, lecz słód i piwo, które przechowywane były właśnie w łagwiach.
W okresie Wielkiego Księstwa Poznańskiego (1815-1848) wzmiankowane są dwie miejscowości: Łagiewniki I oraz Łagiewniki II. Obie leżały w okręgu  czempińskim ówczesnego pruskiego powiatu Kosten rejencji poznańskiej. Łagiewniki I stanowiły - wraz ze wsią Sepienko I – odrębny majątek, którego właścicielem był wówczas (1846) Płączyński. Z kolei Łagiewniki II należały do majątku Mikoszki, którego właścicielem był wówczas Ludwik Koczorowski. Według spisu urzędowego z 1837 roku Łagiewniki I liczyły 90 mieszkańców, którzy zamieszkiwali 9 dymów (domostw), natomiast Łagiewniki II liczyły 65 mieszkańców (także w 9 domach).
W latach 1975–1998 miejscowość należała administracyjnie do województwa leszczyńskiego.